# МАК-8
МАК-8 — одноместный учебный планёр конструкции авиаконструктора и пилота Михаила Александровича Кузакова. Планёр позволял проводить обучение начиная с 1-й ступени (пробежки), буксировки и высшего пилотажа включительно, чем мог заменить три типа планёров. Легко собирался и разбирался. Был прост и лёгок в управлении.

## История создания
МАК-8 был построен на планерной станции шахтёрского посёлка Черногорские копи (ныне город Черногорск, Республика Хакасия), на средства выделенные местным и краевым бюджетом. Первый полёт был выполнен 18 мая 1934 года, когда после двух пробежек МАК-8 пролетел около сотни метров. В дальнейшем проводились испытания на буксировку за самолётом Ш-2. Испытания выявили избыточную чувствительность рулей высоты, которая была устранена и дальнейшие испытания прошли с успехом. Кузаков был награждён именными часами и премией в 200 руб. Обком ВЛКСМ поднял вопрос о выделении средств на постройку ещё трёх планёров. В течение 1935 года Черногорской планерной станцией Красноярского края было построено ещё три планёра этого типа.

## Конструкция
В конструкции планёра роль фюзеляжа играет развитый центроплан, составляющий часть крыла. Консоли имеют вынос вперёд. Конструкция отличалась простотой, сборка осуществлялась за 5 минут, а разборка за 2 минуты, вес составлял всего 65 кг.

### Технические характеристики
- Экипаж: 1 человек
- Длина: м
- Размах крыла: 9,6 м
- Высота:
- Площадь крыла: 13,7 м²
- Профиль крыла:
- Нагрузка на 1 м²крыла 10,6 кг
- Масса пустого: 65 кг
- Полезная нагрузка: 80 кг
- Нормальная взлетная масса:
- Максимальная взлетная масса: 145 кг